# Jorge Morel
Jorge Morel, geboren als Jorge Scibona (* 9. Mai 1931 in  Buenos Aires; † 10. Februar 2021 in Orlando (Florida)), war ein argentinischer Gitarrist und Komponist.

## Leben
Jorge Morel war der Sohn von Domingo Scibona und Angela Romeo-Scibona. Er erhielt im Alter von sieben Jahren von seinem Vater Unterricht in klassischer Gitarre. Ab 1945 studierte er an der Musikakademie in Buenos Aires bei dem paraguayischen Komponisten und Gitarristen Pablo Escobar. Er schloss sein Studium 1950 mit dem Bachelor of Music ab. Anschließend arbeitete er mit Escobar im Rahmen von Radio- und Konzertauftritten zusammen. Komposition studierte er später mehrere Jahre beim Komponisten und Dirigenten Rudolf Schramm.
Morel verließ Argentinien im Jahr 1957. Er unternahm Konzertreisen nach Südamerika und Kuba, nahm in dieser Zeit seine erste Solo-LP auf und war in einer wöchentlichen TV-Show zu sehen. Gefördert wurde er von Vladimir Bobri, damals Präsident der Classical Guitar Society in New York, der ihm weitere Auftritte vermittelte.
Morel debütierte 1961 in der Carnegie Hall, zudem konzertierte er unter anderem in der Alice Tully Hall im New Yorker Lincoln Center, in der Queen Elizabeth Hall und in der Wigmore Hall in London, in der National Concert Hall in Dublin und in der Suntory Hall in Tokio. Konzertreisen führten ihn in zahlreiche Länder Südamerikas sowie nach Kanada, Deutschland, Frankreich, Italien, die Niederlande, Norwegen, Polen, Schottland, Spanien, Schweden, Finnland, Griechenland und Singapur.
Nach seinem Umzug nach New York City spielte er regelmäßig in Jazzclubs, so zum Beispiel im The Village Gate, dessen Besitzer Art D’Lugoff für drei Jahre Morels Manager wurde. Bei seinen Auftritten im Village Gate traf er auf bedeutende Jazzmusiker wie Erroll Garner, Stan Kenton und Herbie Mann. Mit Chet Atkins verband ihn eine lebenslange Freundschaft. Morel wurde in den 1970er Jahren sieben Jahre von Columbia Artists Management vertreten und absolvierte zahlreiche Tourneen durch Nordamerika und Kanada. 
Zudem wirkte Morel als Musikpädagoge und lehrte ab 1979 als außerplanmäßiger Professor für Musik und klassische Gitarre am Lehman College sowie in Meisterklassen.
Die letzten zehn Jahre seines Lebens lebte er in Orlando. Mit seiner Ehefrau Olga hatte er zwei Kinder.

## Werk
Morel etablierte sich als Komponist mit dem Konzert für Gitarre und Orchester Suite del Sur, dessen Uraufführung er als Solist gemeinsam mit dem Los Angeles Philharmonic unter der Leitung von Zubin Mehta spielte. Durch seine Kompositionen und Arrangements hat Morel das Repertoire für klassische Gitarre wesentlich erweitert, während er gleichzeitig traditionelle, technische und stilistische Grenzen in Frage stellte. Dabei verband er seine Liebe zu lateinamerikanischen rhythmischen Texturen und anspruchsvollen Jazz-Harmonien.
Künstler wie John Williams, Chet Atkins, The Assad Brothers, Duo Evangelos & Liza, Pepe Romero, Christopher Parkening, David Russell, David Starobin, Carlos Barbosa-Lima, Ricardo Iznaola, Eliot Fisk, Ricardo Gallén, Vladislav Bláha, Krzysztof Pelech, Hilary Field und das Duo Hanser McClellan haben viele von Morels Kompositionen und Arrangements aufgeführt und aufgenommen, darunter Gitarrenkonzerte, Solowerke und Duette, Gitarren- und Streichquartette. Es liegen zahlreiche Veröffentlichungen von Aufnahmen vor, u. a. bei RCA Victor, Decca, Naxos, Guitar Masters und Luthier Music.